# Hifikepunye Pohamba
Hifikepunye Pohamba (født 18. august 1935) er en namibiansk politiker, der var Namibias 2. præsident fra 2005 til 2015. Han vandt Præsidentvalget i 2004 og 2009 som kandidat for SWAPO. Han var også leder af SWAPO fra 2007 til 2015. 